# Tim Elliott (scientifique)
Pour les articles homonymes, voir Tim Elliott.
Timothy Richard Elliott  est professeur à l'Université de Bristol ,.

## Éducation
Elliot fait ses études à l'Université de Cambridge  et à l'Open University où il obtient un doctorat en 1991 pour ses recherches sur le fractionnement des éléments dans la pétrogénèse des basaltes des îles océaniques.

## Carrière et recherche
Elliott se spécialise dans le développement d'approches analytiques pour produire de nouveaux moyens isotopiques pour reconstruire les histoires planétaires . Il étudie la production de fonte à partir de l'intérieur de la Terre et les conséquences chimiques du retour des fontes solidifiées en profondeur via le cycle tectonique des plaques . En particulier, il évalue les flux élémentaires des plaques descendantes et met en évidence comment l'augmentation de l'oxygène atmosphérique est remarquablement enregistrée dans la composition isotopique de la Terre profonde et solide . Son travail récent pour la croissance planétaire identifie la formation rapide de noyaux métalliques, la manière dont la chimie globale est notablement modifiée au début de l'accrétion et embellie de manière distincte dans ses phases terminales .
Elliot reçoit la médaille Murchison de la Société géologique de Londres en 2017 et est élu membre de la Royal Society (FRS) en 2017 .